# 초점 (언어학)
언어학에서 초점(영어: focus, 약어 FOC)은 어떤 문장에서 새롭거나, 이미 주어진 정보로 예측할 수 없거나, 기존의 정보와 대조적인 정보를 담은 부분을 가리킨다.
또는 그것을 표시하는 방식을 가리키기도 한다. 특히, 대조적 초점(영어: contrastive focus)은 대화 상대가 갖고 있는 전제와 대조적인 정보를 표시하는 방식을 가리킨다. 초점은 정보 구조와 관련되어 있다.
주제-평언 모형은 문장을 문장의 주제와 주제에 대해 말하는 내용(첨언 또는 초점)으로 구분한다.
초점은 흔히 강세를 받는다. 어순의 측면에서 초점은 일반적으로 문장 뒤쪽에 나타나서 문장 앞쪽에 나타난 주제를 보충해 주는 경향이 있다.

## 예시
다음 한국어 문장에서 굵게 나타낸 부분이 문장의 초점이라고 할 수 있다.
- 네 책은 식탁 위에 있다.
- 식탁 위에 네 책이 있다.

초점을 판별하는 한 가지 표준적인 방법은 설명의문문에 대한 대답에서 의문대명사에 대응하는 부분을 초점으로 보는 것이다.
- Q: 누가 책을 샀니?
A: 철수가 샀어.
- Q: 철수는 무엇을 먹었니?
A: 철수는 밥을 먹었어.
- Q: 철수는 무엇을 했니?
A: 철수는 밥을 먹었어.
- Q: 무슨 일이니?
A: 철수가 밥을 먹었어.

## 기능주의적 접근
언어학자들은 정보 구조를 문법적 현상으로서 분석해 왔다. Lambrecht와 Givón 등 담화기능을 통하여 초점 현상을 설명하고자 하는 최근의 연구들은, 초점을 구정보·신정보·대조적 정보를 포장하는 방식과 연결지어 설명하고자 한다. Lambrecht는 초점 구문의 3가지 주요 유형으로 술어초점, 논항초점, 문장초점을 든다. 또한 초점을 주의 전환 등 일반인지적 과정과 연결지어 설명하려는 시도가 있다.

## 형식주의적 접근
생성문법 학파의 일반적 견해에 따르면 음운론과 의미론은 정보를 직접 교환할 수 없다. 따라서 초점이나 그에 관련된 억양 정보는 통사론적 자질이나 변형 따위로 표상되어 있다가 음운론과 의미론으로 각각 전달되어야 한다.

## 같이 보기
- 주제중심언어

## 참고 문헌
- Cinque, Guglielmo (1993). "A null theory of phrase and compound stress". Linguistic Inquiry 24: 239–267.
- Neeleman, Ad and Tanya Reinhart (1998). "Scrambling and the PF-Interface". In The Projection of Arguments, CSLI Publications, 309–353.
- Ocampo, Francisco (2003). "On the notion of focus in spoken Spanish: An empirical approach". In Theory, Practice, and Acquisition, ed. by Paula Kempchinsky and Carlos-Eduardo Pineros. Sommerville: Cascadilla Press, 207–226.
- Pereltsvaig, Asya (2002). "Topic and focus as linear notions: evidence from Russian and Italian". Proceedings of the Conference on the Interaction between Syntax and Pragmatics at UCL.
- Szendrői, Kriszta (2004). 'Focus and the interaction between syntax and pragmatics'. Lingua 114(3), 229–254.
- Xu, Y., C. X. Xu and X. Sun (2004). 'On the temporal domain of focus'. In Proceedings of International Conference on Speech Prosody 2004, Nara, Japan: 81–84.
- 정승철 (2015). 《아이마라어의 화제와 초점 - 한국어 정보구조와의 유형론적 대조 연구 -》 (석사학위논문). 서울대학교 대학원. 2020년 5월 4일에 확인함.